# داوندری

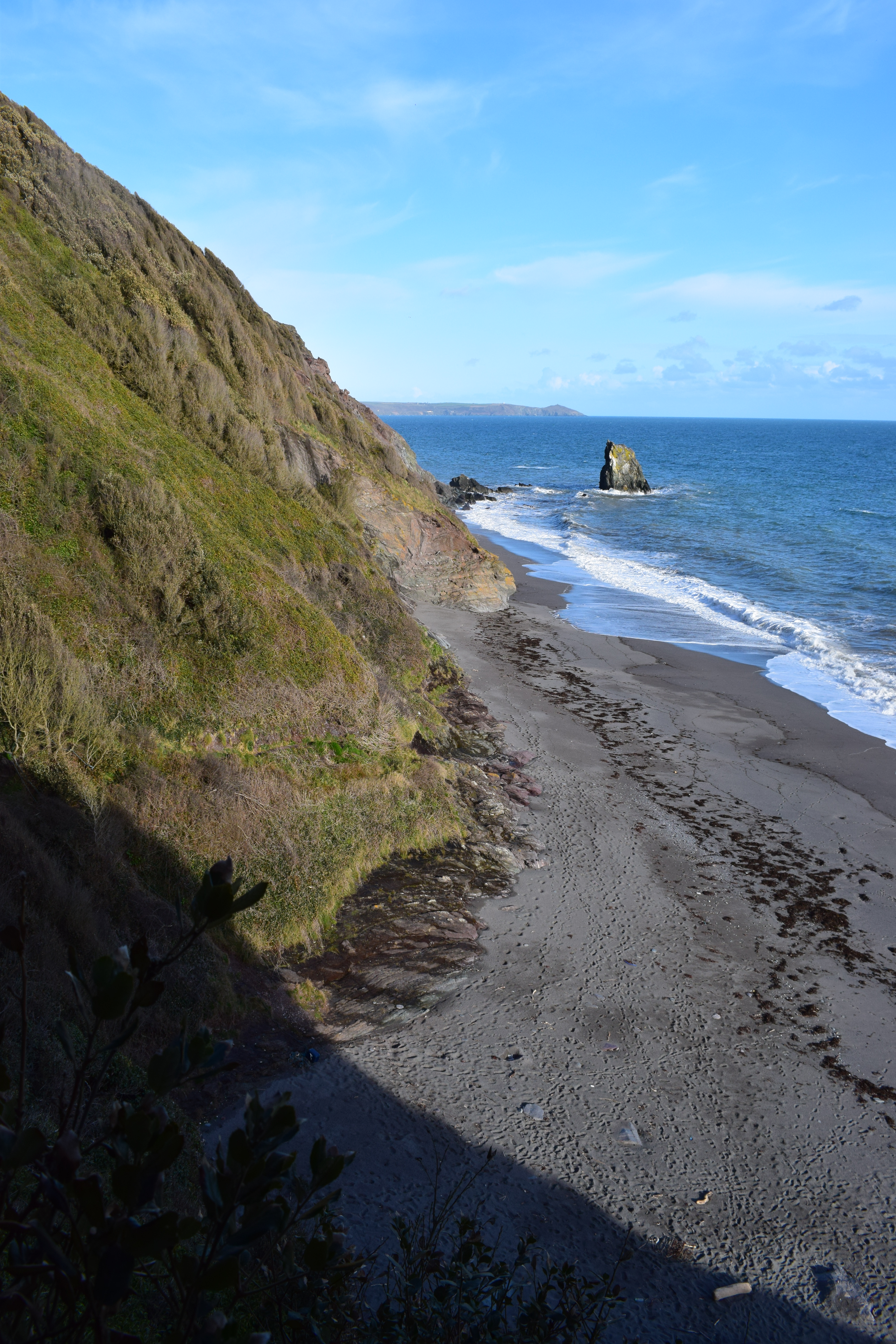
ساحل دندری

داوندری (به انگلیسی: Downderry) شهرکی در جنوب‌شرقی کورنوال انگلستان در ۲۹ کیلومتری غرب پلیموت قرار دارد . 

## جاذبه‌های توریستی
- کلیسای سنت نیکلاس
- پلاژ برهنگان داوندری از ویژگی آن این است که تنها دسترسی بدون وسیله نقلیه به آن مجاز است آوردن سگ در این پلاژ آزاد است . [۲]